# L'accidia
L'accidia er en italiensk stumfilm fra 1919 af Alfredo De Antoni.